# Lyrranea persica
Lyrranea persica är en mångfotingart som beskrevs av Hoffman 1963. Lyrranea persica ingår i släktet Lyrranea och familjen Xystodesmidae. Inga underarter finns listade i Catalogue of Life.